# Centro Carter
El Centro Carter es una organización sin fines de lucro fundada en 1982 por el expresidente estadounidense Jimmy Carter y su esposa Rosalynn, y es actualmente dirigida por Paige Alexander. El centro se encuentra localizado en Atlanta, Georgia, y comparte el campus con la Biblioteca Presidencial Jimmy Carter. El Centro Carter trabaja en forma asociada con la Universidad de Emory, y estudiantes de esa y otras casas de estudio trabajan como pasantes en el Centro.
De acuerdo a la página oficial del Centro Carter, la organización tiene cinco principios fundamentales:

1. El Centro enfatiza la acción y los resultados. Basándose en investigaciones y análisis detallados, está preparado para llevar a cabo acciones en situaciones complejas.
2. El Centro no busca duplicar los esfuerzos efectivos realizados por otros.
3. El Centro apunta a atacar problemas complejos, y reconoce la posibilidad del fracaso como un riesgo aceptable.
4. El Centro no está alineado con ninguna de las partes, y actúa siempre en forma neutral en la resolución de disputas.
5. El Centro cree firmemente que las personas pueden mejorar sus vidas si se les proporciona los conocimientos y el acceso a los recursos necesarios.

Entre otras actividades, el Centro Carter actúa como observador en procesos electorales, hace el papel de mediador en crisis internacionales y refuerza los sistemas nacionales, regionales e internacionales dedicados a la democracia y los derechos humanos. Al mismo tiempo, encabeza programas para erradicar varias enfermedades presentes en América Latina y/o África.
El trabajo del expresidente Carter al frente del Centro Carter le valió el Premio Nobel de la Paz en 2002, «por su décadas de esfuerzo en la búsqueda de soluciones pacíficas a los conflictos internacionales, por el desarrollo de la democracia y los derechos humanos, y por fomentar el desarrollo social y económico».

## Observación de procesos electorales
- 15 de agosto de 2004: Referéndum presidencial de Venezuela de 2004.
- 15 de mayo de 2005: Elecciones generales de Etiopía de 2005.
- 28 de julio de 2024: Elecciones presidenciales de Venezuela de 2024.

## Controversias
Algunas personas cuestionaron el apoyo del Carter Center del proceso electoral en el referéndum presidencial de Venezuela de 2004. Doug Schoen de Fox News, el canal de televisión estadounidense con una línea editorial conservadora, le dijo a Michael Barone en U.S. News and World Report:

Nuestras fuentes internas indican que hubo fraude en la comisión central venezolana. Hay extensos reportes de irregularidades y evidencia de fraude, muchos de las cuales fueron hábilmente reportados por Mary Anastasia O'Grady en The Wall Street Journal la semana pasada. Carter está despreocupado por todo esto y declara que Chávez «ganó con todas las de la ley».
Some individuals have disputed the Center’s endorsement of the electoral process in the Venezuelan recall referendum of 2004. Fox News' Doug Schoen told Michael Barone at U.S. News and World Report, "Our internal sourcing tells us that there was fraud in the Venezuelan central commission. There are widespread reports of irregularities and evidence of fraud, many of them ably recorded by Mary Anastasia O'Grady in The Wall Street Journal last week. Carter is untroubled by any of this, and declares that Chavez won 'fair and square.'"

El Centro Carter investigó las acusaciones y publicó un artículo y un análisis estadístico reafirmando sus conclusiones originales.